# بخش اسپنسر (شهرستان گرنزی، اوهایو)
بخش اسپنسر (به انگلیسی: Spencer Township) یک منطقهٔ مسکونی در ایالات متحده آمریکا است که در شهرستان گرنزی، اوهایو واقع شده‌است.
 بخش اسپنسر ۷۶٫۶ کیلومتر مربع مساحت و ۱٬۰۷۱ نفر جمعیت دارد و ۲۷۵ متر بالاتر از سطح دریا واقع شده‌است.